# Parosphromenus harveyi
Parosphromenus harveyi е вид лъчеперка от семейство Osphronemidae. Видът е застрашен от изчезване.

## Разпространение
Разпространен е в Малайзия.